# 第20届中国金鸡百花电影节
第20屆金雞百花電影節于2011年10月19日至10月22日在中國安徽省合肥市舉行，安徽籍電影演員趙薇擔任本屆電影節形象大使。 本屆金雞百花電影節主題語為“夢想在合肥”，吉祥物為“『和和』”，以合肥市市樹廣玉蘭為創作原型。 本屆電影節主題曲為『夢想成真』，音樂人小柯詞曲，趙薇演唱。

## 參展影片

### 民族電影展
本單元展映七部電影展：
- 《康定情歌》
- 《額吉》
- 《西藏往事》
- 《永生羊》
- 《金沙水拍》
- 《黎歌》
- 《幸福的向日葵》

### 安徽電影展
- 《陶行知》

### 趙薇電影展
本屆電影節的電影人專展為趙薇電影展，共有她主演的五部影片參加展映：
| 中文片名 | 英文片名         | 導演   | 出品國家及地區                   |
| -------- | ---------------- | ------ | -------------------------------- |
| 畫皮     | Painted Skin     | 陳嘉上 | 中华人民共和国 和 香港 和 新加坡 |
| 花木蘭   | Mulan            | 馬楚成 | 中华人民共和国 和 香港           |
| 玉觀音   | Goddess of Mercy | 許鞍華 | 中华人民共和国 和 香港           |
| 情人結   | A Time to Love   | 霍建起 | 中华人民共和国                   |

### 金雞國際影展
總共有38部各个國家和地区電影參加本單元的展映：
| 中文片名           | 英文片名                     | 導演             | 出品國家及地區 |
| ------------------ | ---------------------------- | ---------------- | -------------- |
| 布列斯特要塞       | The Brest Fortress           | Alexander Kott   | 俄羅斯         |
| 我的婚礼和其他秘密 | My Wedding and Other Secrets | Roseanne Liang   | 新西兰         |
| 翻滚吧，阿信       | Jump！Ashin                  | 林育贤           | 臺灣           |
| 无父之人           | Die Vaterlosen               | 马里·库特泽      | 奥地利         |
| 天空的呼吸         | A Breath of Heaven           | Reinhold Bilgeri | 奥地利         |
| 摇篮曲             | Lullaby for Pi               | Benoît Philippon | 法國和 加拿大  |
| 第36个故事         | Taipei Exchanges             | 萧雅全           | 臺灣           |
| 当爱来的时候       | When Love Comes              | 张作骥           | 臺灣           |
| 命运化妆师         | Make Up                      | 连奕琦           | 臺灣           |
| 匈牙利制造         | Made in Hungária             | Gergely Fonyó    | 匈牙利         |
| 纠结的青春         | DESENROLA                    | Rosane Svartman  | 巴西           |
| 恋谷桥             | La Vallee de l’amour         | 后藤幸一         | 日本           |

## 專業活動

### 國際影視器材播映設備展覽會
中國國際影視器材播映設備展覽會于2011年10月21日-23日在安徽国际会展中心舉辦。

## 获奖名单
本届颁发的是第28届中国电影金鸡奖：
- 最佳故事片：《飞天》
- 最佳编剧：程晓玲(《岁岁清明》)
- 最佳导演：陈力(《爱在廊桥》)
- 导演处女作奖：路阳(《盲人电影院》)
- 最佳男主角：孙淳(《秋喜》)
- 最佳女主角：娜仁花(《额吉》)
- 最佳男配角：徐才根(《团圆》)
- 最佳女配角：国歌(《惊沙》)
- 最佳纪录片：《天赐》
- 最佳科教片：《变暖的地球》
- 最佳美术片：《兔侠传奇》
- 最佳戏曲片：《响九霄》
- 最佳中小成本故事片：《老寨》
- 最佳儿童片：《守护童年》
- 最佳摄影：孙明(《秋之白华》)
- 最佳录音：王丹戎(《建国大业》)
- 最佳美术：霍廷霄(《唐山大地震》)
- 最佳音乐：王黎光(《唐山大地震》)
- 评委会特别影人奖：朱旭(《我们天上见》)
- 评委会特别影片奖：《钢的琴》
- 终身成就奖：向隽姝(配音艺术家)、傅正义(剪辑大师)

## 外部連結
- 官方網站
- 官方微薄